# Lionel Naccache
Pour les articles homonymes, voir Naccache.
Lionel Naccache, né le 27 mars 1969 à Sarcelles, est un neurologue et universitaire français. Il est spécialiste des neurosciences cognitives.

## Biographie
Lionel Naccache obtient sa thèse de médecine et son DES de neurologie (ancien Interne des Hôpitaux de Paris) en 1998, à l'université Paris-Descartes. Il est ancien élève de l’École normale supérieure.
En 2010, il est nommé professeur de médecine en physiologie à l'hôpital de la Pitié-Salpêtrière. Il est chercheur en neurosciences cognitives à l'Institut du cerveau et est nommé en 2013 membre du Comité national d'éthique.

### Vie privée
Il est marié et a deux fils, l'écrivain Nathan Devers et l'acteur Gabriel Naccache.

## Recherches
Ses travaux sont consacrés à l'exploration des propriétés psychologiques et des bases cérébrales de la conscience,, et croisent plusieurs approches complémentaires dont l'expérience clinique de patients souffrant de troubles neurologiques ou psychiatriques, ainsi que l'étude de la cognition de l'homme sain et de l'homme malade à l'aide de paradigmes expérimentaux de psychologie cognitive combinés à des techniques d'imagerie cérébrale fonctionnelle.

## Essayiste et chroniqueur
Il publie L'Homme réseau-nable. L'épilepsie du monde[Quoi ?] correspondrait selon lui à des phénomènes similaires qui se jouent à grande échelle: une société qui continue à agir mais sans distance critique,. Tout comme le patient perd conscience dans la crise, le monde moderne perdrait lui aussi conscience et basculerait dans des actions stéréotypées témoignant d'une abolition de toute distance critique. Cela lui permet, par un raisonnement par analogie, de proposer des solutions inspirées des soins prodigués à un épileptique, tel un renforcement des structures intermédiaires de la société démocratique et la possibilité d'initiatives démocratiques portées par peu d'individus.

### Activité éditoriale
Durant l'été 2017, il présente une chronique sur le cerveau, Parlez-vous cerveau ?, conçue avec son épouse Karine Naccache, dans la matinale de France Inter. Ces chroniques sont adaptées et publiées dans un livre homonyme en 2018.
Depuis le 1er septembre 2023, il présente chaque vendredi sur France Culture une courte chronique, Le Biais de Lionel Naccache, traitant chaque semaine d’une actualité dans le domaine des neurosciences.

## Prix et distinctions
- 2009 : nommé Rising Star of Psychology[16].
- 2011 : prix Le Goff, Lemonon, Houry, Laveran, de l'Académie des sciences[17].
- 2011 : prix Diderot-Curien[18],[19].
- 2016 : grand prix Lamonica de neurologie, Académie des sciences[7].
- 2017 : prix d'éthique Pierre-Simon, catégorie Éthique et réflexion, pour le livre Un sujet en soi[20].
- 2018 : nommé membre de la Dana Alliance for Brain Initiative (DABI)[21].
- 2020 : prix Francine-et-Antoine-Bernheim pour les arts, les lettres et les sciences, catégorie sciences[22].
- 2021 : grand prix de médecine et de recherche médicale Claude-Bernard de la Ville de Paris, édition 2020[23].
- 2021 : grand prix Eloi-Collery de l'Académie nationale de médecine[24].
- 2023 : grand Prix du Livre sur le cerveau de la Revue Neurologie remis lors des Journées de Neurologie de langue française pour l'essai Apologie de la discrétion[25].

## Publications
- Quatre exercices de pensée juive pour cerveaux réfléchis : Le Judaïsme à la lumière des neurosciences, In Press, 2003, 168 p. (ISBN 978-2-8483-5017-2, présentation en ligne).
- Le Nouvel Inconscient : Freud, Christophe Colomb des neurosciences, Odile Jacob, 2006, 465 p. (ISBN 978-2-7381-1828-8, présentation en ligne)[26],[27].
- Perdons-nous connaissance ? : De la mythologie à la neurologie, Odile Jacob, 2010, 243 p. (ISBN 978-2-7381-2326-8, lire en ligne)[28].
- De quoi prenons-nous conscience ? : Exercice de neuroscience-fictions, Manucius, coll. « Modélisations des imaginaires », juin 2013, 50 p. (ISBN 978-2-8457-8158-0).
- Un sujet en soi : Les neurosciences, le Talmud et la subjectivité, Odile Jacob, octobre 2013, 178 p. (ISBN 978-2-7381-2995-6, lire en ligne).
- L'Homme réseau-nable : Du microcosme cérébral au microcosme social, Odile Jacob, 2015, 152 p. (ISBN 978-2-7381-3329-8, lire en ligne)[29].
- Le chant du signe : Aventures et mésaventures de nos interprétations quotidiennes, Odile Jacob, 2017, 176 p. (ISBN 978-2-7381-3529-2, lire en ligne)[30],[31].
- Avec Karine Naccache, Parlez-vous cerveau ?, Odile Jacob, 2018, 224 p. (ISBN 978-2-7381-4313-6, lire en ligne).
- Nous sommes tous des femmes savantes, Odile Jacob, 2019, 256 p. (ISBN 978-2-7381-4791-2, lire en ligne)[32].
- Le Cinéma intérieur : Projection privée au cœur de la conscience, Odile Jacob, 2020, 240 p. (ISBN 978-2-7381-5347-0, lire en ligne)[33],[34],[35].
- Apologie de la discrétion : Comment faire partie du monde, Odile Jacob, 2022, 323 p. (ISBN 978-2415002770, lire en ligne)

### Participation
- Dans le cerveau des comédiens : rencontres avec des acteurs et des scientifiques, Anouk Grinberg, éditions Odile Jacob, 2021